# Karlobag
Karlobag (italienisch Carlopago, lateinisch Vegium) ist ein Badeort in Kroatien an der Adria und gehört zur Gespanschaft Lika-Senj.

## Lage
Geografisch befindet sich die Ortschaft unterhalb des Velebitgebirges und liegt gegenüber der Insel Pag am Velebit-Kanal. Karlobag hat etwa 500 Einwohner. Die Gesamtgemeinde zählt rund 1000 Einwohner.

## Geschichte
Im 6. und 7. Jahrhundert nach Christus siedelten Kroaten auf dem Gebiet. Im Jahr 925 kam Karlobag an das neu gegründete Königreich Kroatien unter König Tomislav. Im Jahr 1000 besiegte die venezianische Flotte Kroatien. Karlobag sowie einige andere ost-adriatische Küstenstädte (bis auf Dubrovnik) kamen vorübergehend unter venezianische Verwaltung. König Petar Krešimir IV eroberte die Stadt wieder zurück.
Nach dem Zusammenbruch Venedigs 1797 und der kurzen Regentschaft Frankreichs, unter Napoleon (1809–1813), übernahm Österreich die Herrschaft über Karlobag und es wurde dem Kronland Kroatien zugeteilt. Im 18. Jahrhundert war Karlobag - damals Bag genannt – neben Senj bedeutendes Verkehrs- und Handelszentrum unterhalb des Velebitmassivs.
Später kam Karlobag zum Königreich Kroatien innerhalb der Donaumonarchie. Im Jahr 1919 wurde Kroatien und damit auch Karlobag in den Staat der „Südslawen“ (Jugoslawien) integriert. Ab 1945 gehörte Karlobag zur Sozialistischen Republik Kroatien, seit 1991 zur Republik Kroatien.

## Tourismus

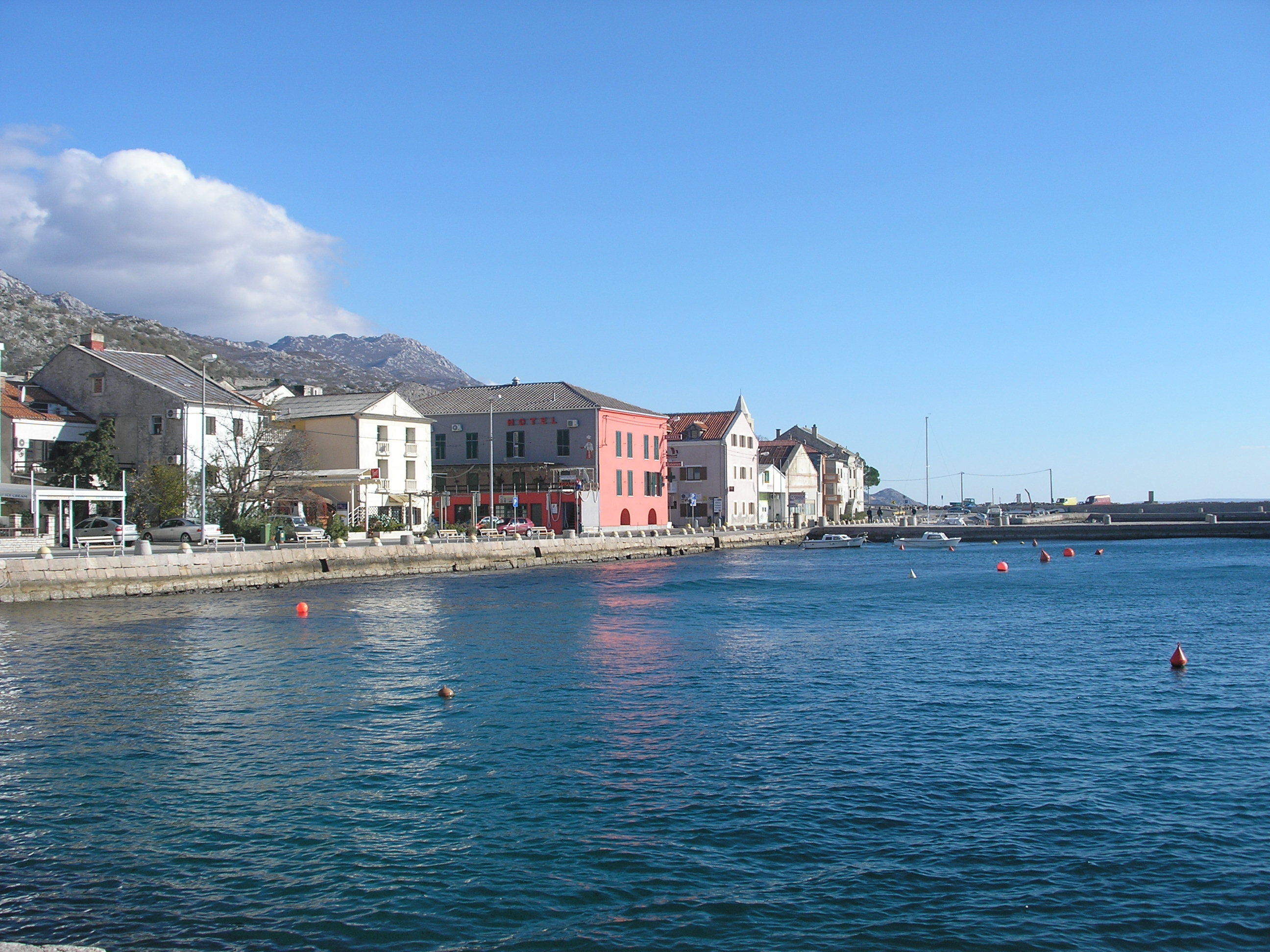
Karlobag

Der Ort entwickelt sich zu einem Touristenmagneten. Karlobag ist Ausgangspunkt für Bergsteiger im Velebit-Gebirge.
In der Nähe findet man zahlreiche Ausflugsziele (Nationalpark Plitvicer Seen, Nationalpark Paklenica und Nationalpark Nördlicher Velebit) sowie die Inseln Pag und Rab. Der Küstenort verfügt über 3 Hotels und zahlreiche Pensionen.

## Sehenswürdigkeiten
KUBUS (URA, KOCKA - WÜRFEL). Es handelt sich um einen 1,25 m × 1,25 m großen gemeißelten Stein, der auf vier Steinkugeln ruht (▼). Der Würfel ist zur Zeit des Baus der Straße von Gospić nach Karlobag (1844–1850) aufgestellt worden. Auf der einen Seite des Würfels befindet sich die Inschrift Ferdinandus I Austr. imp. MDCCCXLVI. Auf der zweiten Seite des Würfels steht:
Der kulminations puncht des neuen Carlobagenen Straße n zuges an der Sudlichen Grenze des Velebit Gebirges bei Stara vrata ist uber der Adriatischen Meeres fleshe Wiener Fuz erhaben.